# Acacia callistemon
Acacia callistemon é uma espécie de leguminosa do gênero Acacia, pertencente à família Fabaceae.